# Helictotrichon milanjianum
Helictotrichon milanjianum är en gräsart som först beskrevs av Alfred Barton Rendle, och fick sitt nu gällande namn av Charles Edward Hubbard. Helictotrichon milanjianum ingår i släktet Helictotrichon och familjen gräs. Inga underarter finns listade i Catalogue of Life.